# Монастырь Святой Марии Египетской (Нью-Йорк)
Монасты́рь Преподо́бной Мари́и Еги́петской (англ. Saint Mary of Egypt Monastery) — единственная монашеская община в составе Патриарших приходов в США (Московский патриархат).

## История
Община основана на базе Дома милосердия, открытого в 1993 году в нижнем Ист-Сайде на Манхэттене (Нью-Йорк). Основателем общины стал иеромонах Иоаким (Парр), первоначальной целью которого была помощь бедным и бездомным в районе. Купленное в 1993 году здание находилось в аварийном состоянии (отсутствовала электропроводка и отопление, большинство окон было выбито, а крыша проваливалась), и было восстановлено силами волонтёров.
В 1995 году у общины появилась оборудованная на втором этаже здания небольшая часовня, в которой совершался полный круг богослужений. В 1996 году вокруг монашеской общины сформировался англоязычный приход. Из-за низкой вместимости часовни воскресная литургия совершается в главном Николаевском соборе Патриарших приходов.

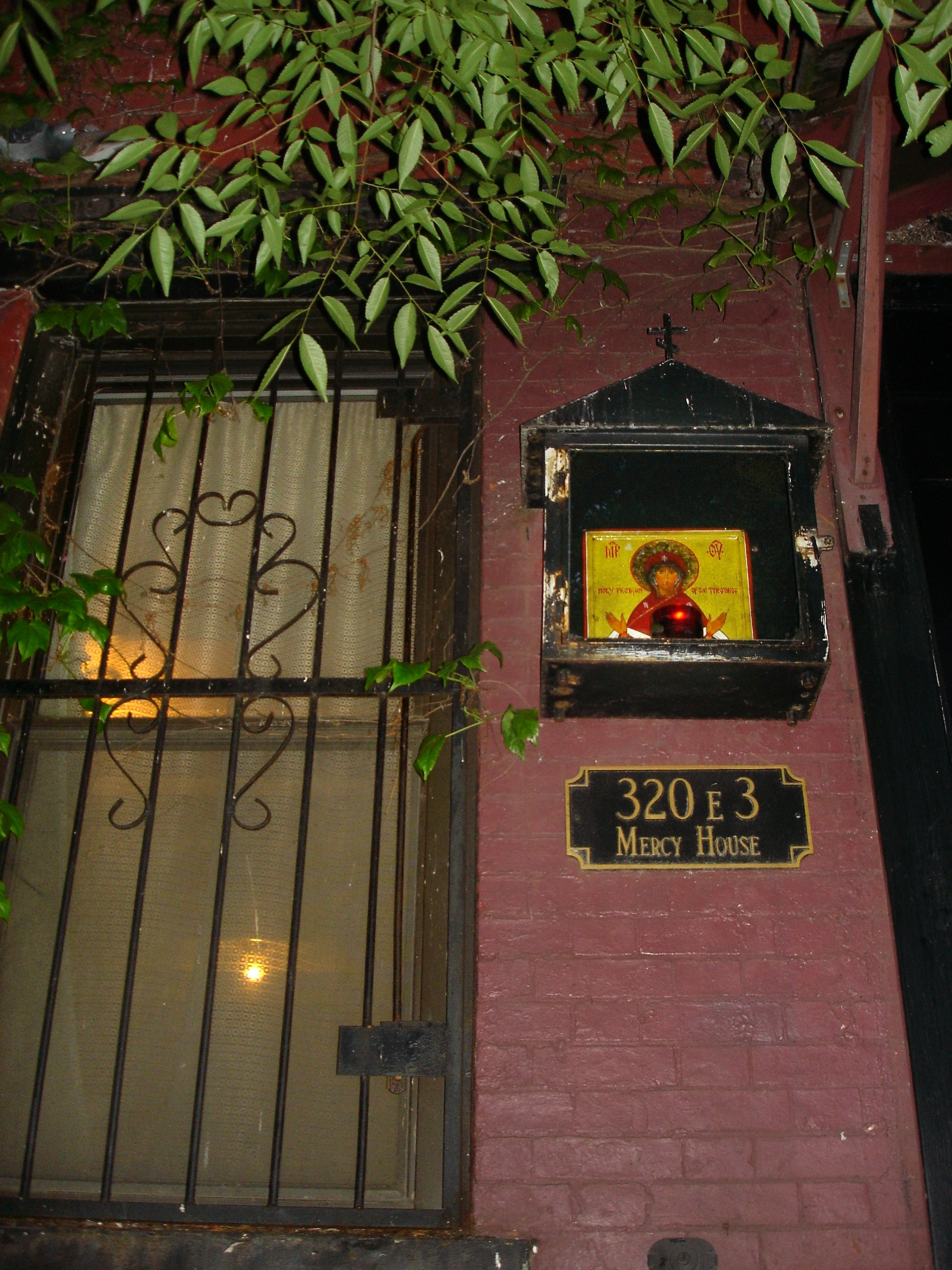
Вход в монастырь

В 2008 году община приобрела участок земли размером 153 акра в селении Тредвел, штат Нью-Йорк, и основала там Спасскую пустынь. Один из двух амбаров на участке, построенный более 200 лет назад в конце XVIII века, был переоборудован в храм Спаса Нерукотворного. Иоаким был возведён в сан архимандрита. Среди местных жителей пустынь стала известна, как аббатство Тредвелл. При этом сам монастырь в Нью-Йорке на официальном сайте обители назван скитом Спасской пустыни, так как большинство братии перебралось в Тредвелл, и на службы в нью-йоркский дом милосердия с часовней в честь Марии Египетской и Николаевский собор монахи направляются оттуда, сменяя друг друга. 
На 2016 год монастырь поддерживал приход Казанской иконы Божией Матери в Спокане (Вашингтон). 

### Количество насельников
В 2011 году в пустыни постоянно раздельно проживали 12 монахов и три монахини. К 2016 году количество насельников составляло 6 человек (монахов и послушников). В настоящее время, согласно сайту монастыря, его нью-йоркская братия состоит из шестерых монахов и троих послушников. 